# Natalie Griffin de Blois
Natalie Griffin de Blois, née le 2 avril 1921 à Paterson (New Jersey) et décédée le 22 juillet 2013 à Chicago (Illinois), est une architecte américaine. Elle est une des premières femmes qui parvient à se faire un nom, dès 1944, dans une profession alors presque exclusivement masculine. Elle est associée pendant de nombreuses années au sein du cabinet Skidmore, Owings and Merrill. Parmi ses réalisations les plus célèbres, figurent le siège social de Pepsi Cola (en), la Lever House, l'Union Carbide Building à New York et l'Equitable Building (aujourd'hui connu sous le nom de 401 North Michigan) à Chicago. Plusieurs des bâtiments de Natalie de Blois sont parmi les plus hauts bâtiments conçus par des femmes dans le monde. Elle enseigne l'architecture à l'université du Texas dans les années 1980 et 1990.

## Jeunesse et formation
Natalie Griffin de Blois est née le 2 avril 1921 à Paterson, New Jersey, dans une famille d'ingénieurs,. Elle s'intéresse à l'architecture dès son plus jeune âge : « J'ai été choisie pour être celle qui se lancerait dans l'art. J'ai dit à mon père que je voulais être architecte dès l'âge de dix ou douze ans ». Elle fréquente le Western College for Women à Oxford, Ohio et obtient un diplôme en architecture de l'université Columbia en 1943,. Pendant son séjour à Columbia, elle travaille chez Babcock & Wilcox pendant l'été et pour Frederick John Kiesler.

## Carrière d'architecte
Natalie De Blois commence sa carrière en 1944, dans une entreprise new-yorkaise, Ketchum, Giná & Sharp (en) mais doit la quitter rapidement après avoir été victime de harcèlement sexuel de la part d'un des hommes architectes,. Elle rejoint ensuite le cabinet d'architecture Skidmore, Owings and Merrill (SOM). Là, elle se fait connaître comme une « pionnière » en tant que femme architecte dans le « monde de l'architecture dominé par les hommes » mais elle subit aussi les affronts et l'indifférence auxquels sont souvent soumis les femmes dans un milieu d'hommes,. Elle conçoit de grands bâtiments commerciaux sur Park Avenue à New York, notamment le 500 Park Avenue (en) et le bâtiment Union Carbide (maintenant connu sous le nom de Chase Building). Elle travaille avec Gordon Bunshaft sur le bâtiment Pepsi, qui est achevé en 1960 et vanté pour ses murs extérieurs en verre gris-vert et en aluminium, semblables à des pierres précieuses et apparemment en lévitation.
En 1962, après 17 ans d'activité au bureau de New York de SOM, elle accepte un poste au siège de Chicago, pour des raisons à la fois personnelles et professionnelles et y travaille sur des gratte-ciel jusqu'en 1974. Là-bas, elle fonde les Chicago Women in Architecture. Richard Tomlinson, l'associé directeur du bureau de Chicago de SOM, déclare que c'était « la meilleure chose qui nous soit jamais arrivée ». Natalie de Blois est finalement promue partenaire associée en 1964. Ses œuvres à Chicago comprennent également l'Equitable Building (actuel 401 North Michigan).
Natalie Griffin de Blois s'engage également dans le mouvement féministe durant les années 1970 et soutient les jeunes femmes qui entrent dans le métier d'architecte.
Natalie de Blois rejoint Neuhaus & Taylor (maintenant connu sous le nom de 3-D International) à Houston en 1974. En 1980, elle commence à enseigner à l'école d'architecture de l'université du Texas (en) et reste membre du corps professoral jusqu'en 1993.
Elle décède le 22 juillet 2013, à l'âge de 92 ans, à Chicago. Ses cendres sont dispersées sur le lac Michigan.
En 2014, Natalie de Blois est récompensée pour la conception du siège social mondial de Pepsi Cola et du bâtiment Union Carbide par la Beverly Willis Architecture Foundation, dont le concours Built by Women New York City identifie des sites et des espaces exceptionnels et diversifiés conçus et construits par des femmes. Beverly Willis déclare qu'alors que Nathalie Griffin de Blois travaillait chez SOM en équipe avec Gordon Bunshaft, celui-ci s'est attribué tout le mérite alors qu'elle faisait tout le travail,.

## Projets notables
- Union Carbide Building (maintenant connu sous le nom de Chase Building), 270 Park Avenue, New York, achevé en 1960[10]
- New York State Building, 5 East 57th Street, New York, 1946[11]
- Hôtel Terrace Plaza (en), Cincinnati, terminé en 1948
  - Le restaurant Gourmet Room du Terrace Plaza, considéré comme l'un des espaces publics les plus emblématiques d'un monument de l'architecture moderniste[12],[13]
- Lever House, New York, 1952
- Immeuble Pepsi Cola (en), 500 Park Avenue, New Yor
- Bâtiment Emhart Manufacturing Companyn, 1962
- Siège social de Connecticut General Life Insurance Company (en), Bloomfield, terminé en 1957[10]
- Equitable Building (401 North Michigan), Chicago, terminé en 1965[6].

## Galerie d'images

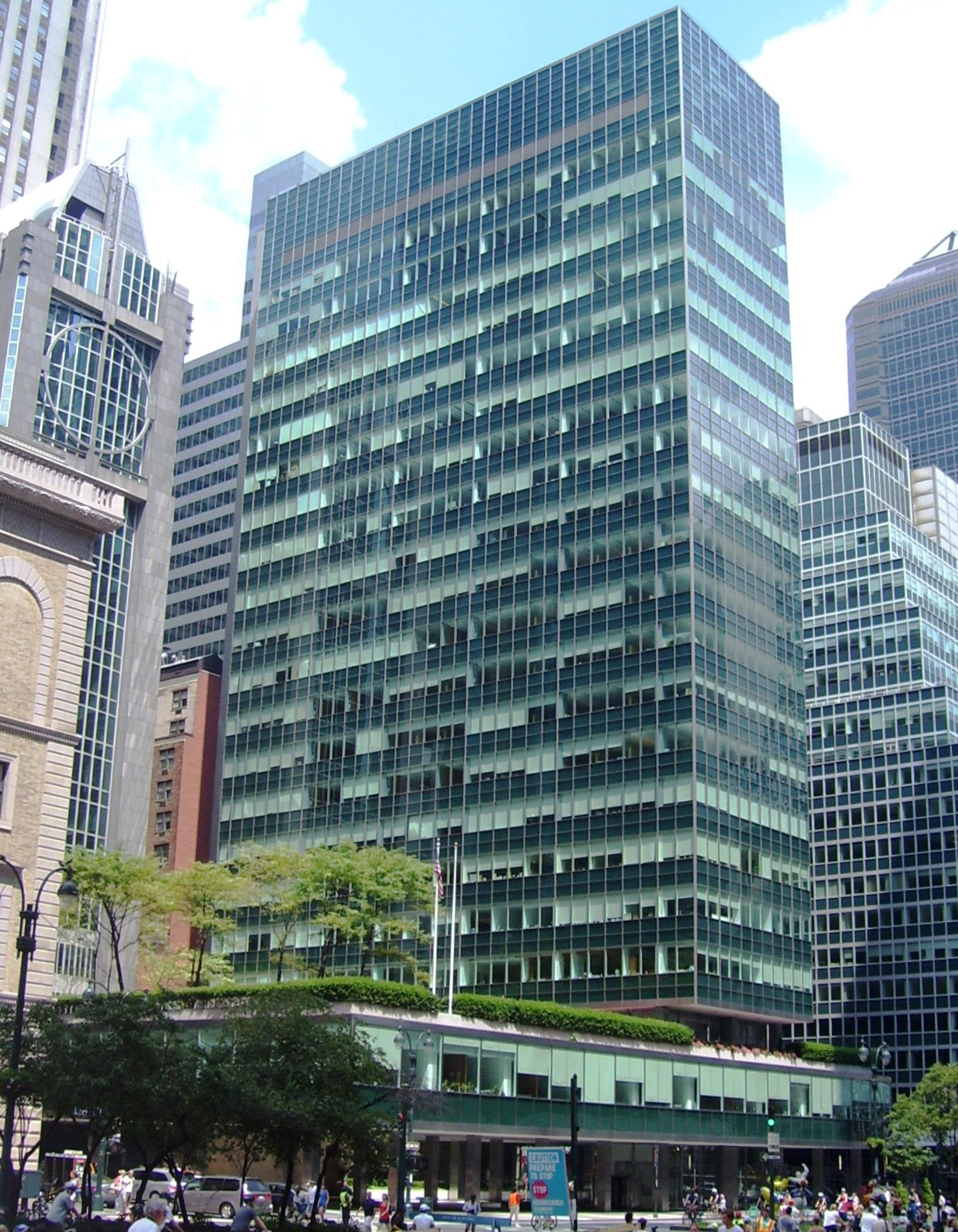
Lever House, New York, 1952.
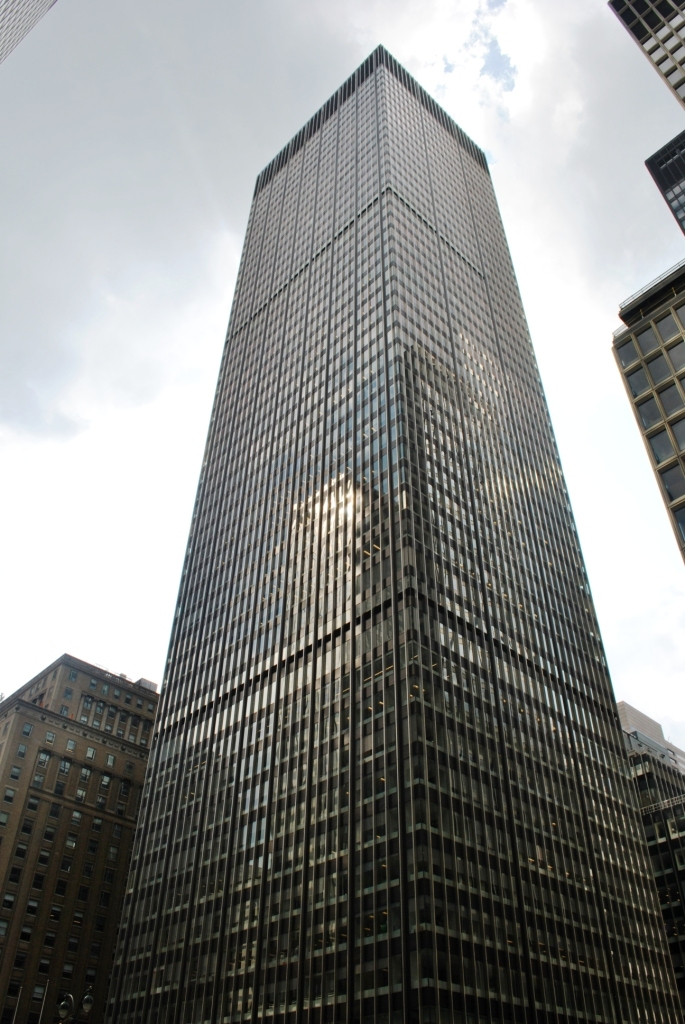
Union Carbide Building, New York, 1954.
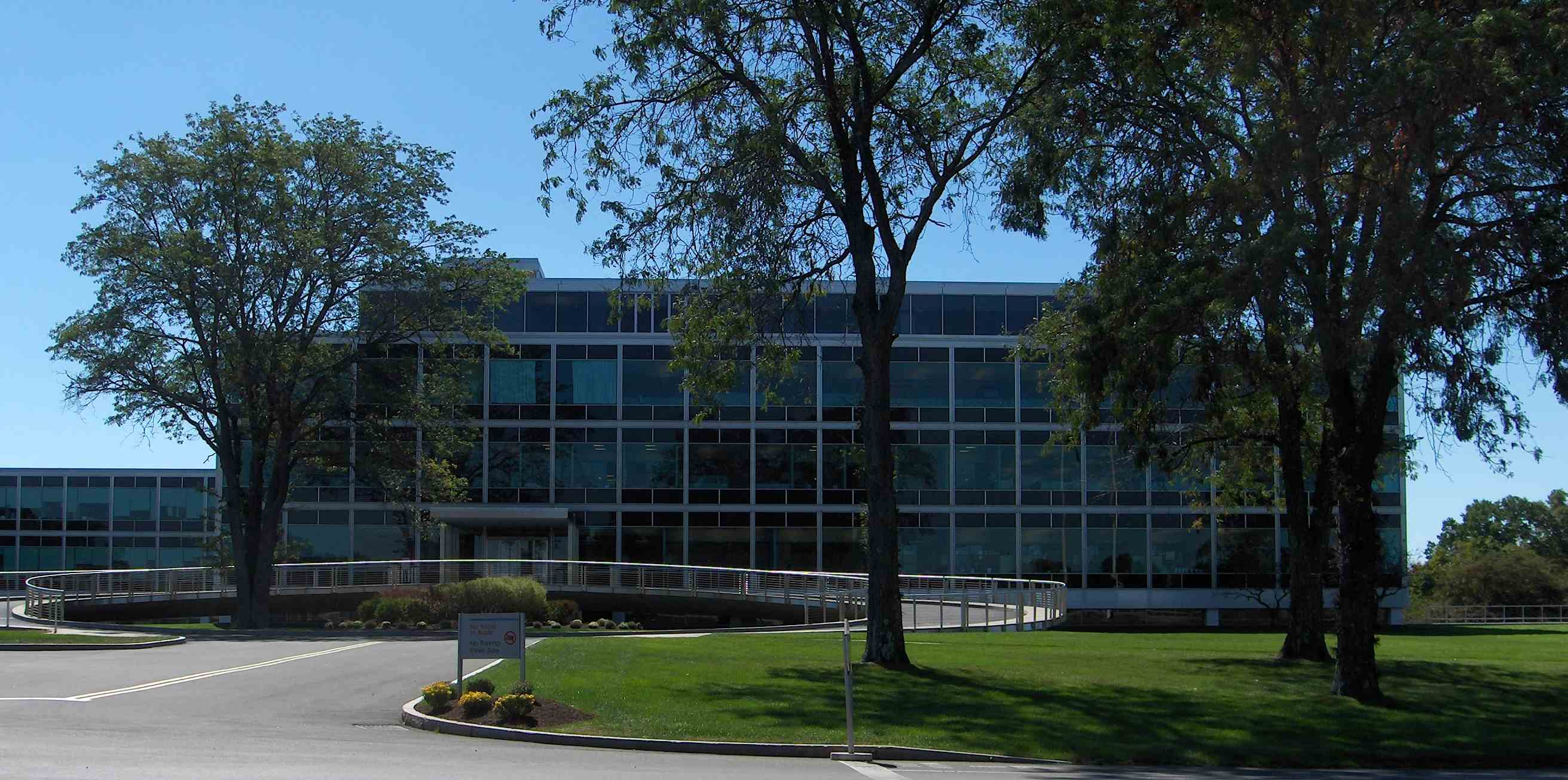
Siège de Connecticut General Life Insurance, Bloomfield, Connecticut, 1957.
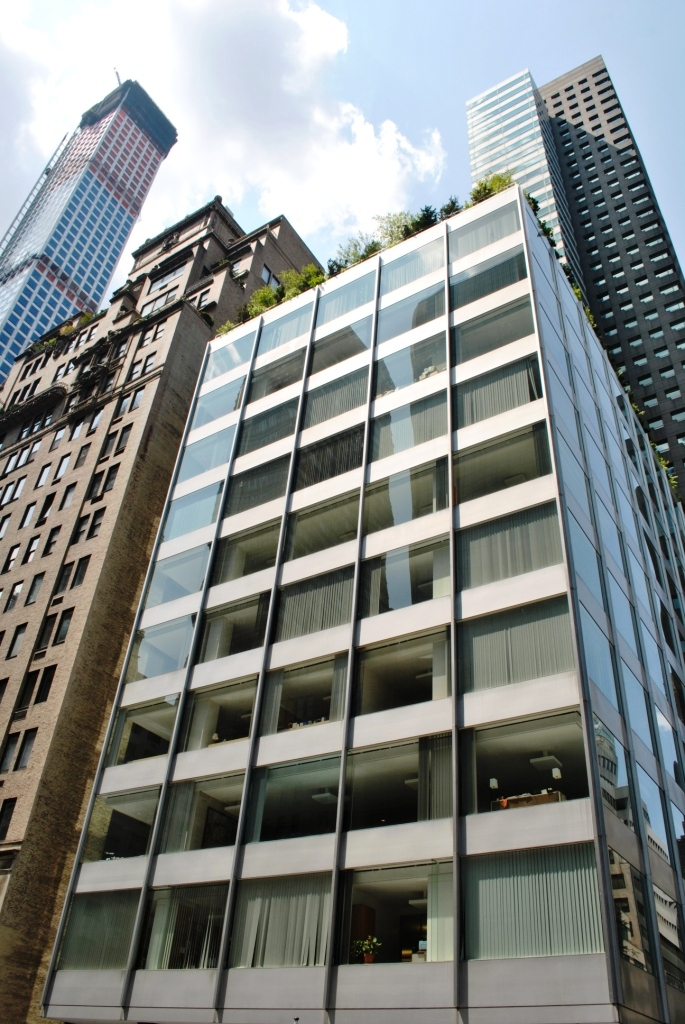
Siège de Pepsi Cola, New York, 1959.
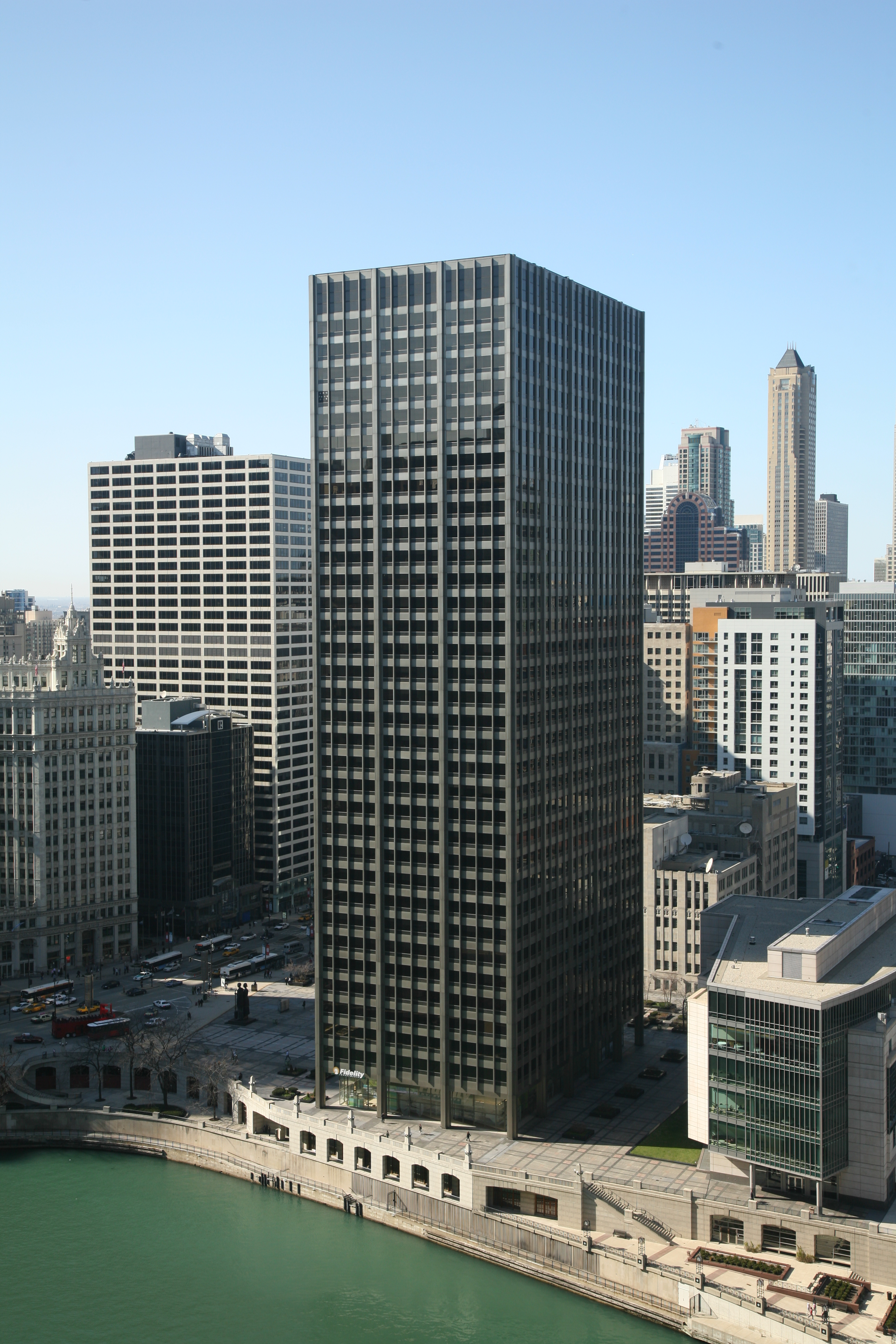
L'Equitable Building, Chicago, Illinois, 1965.
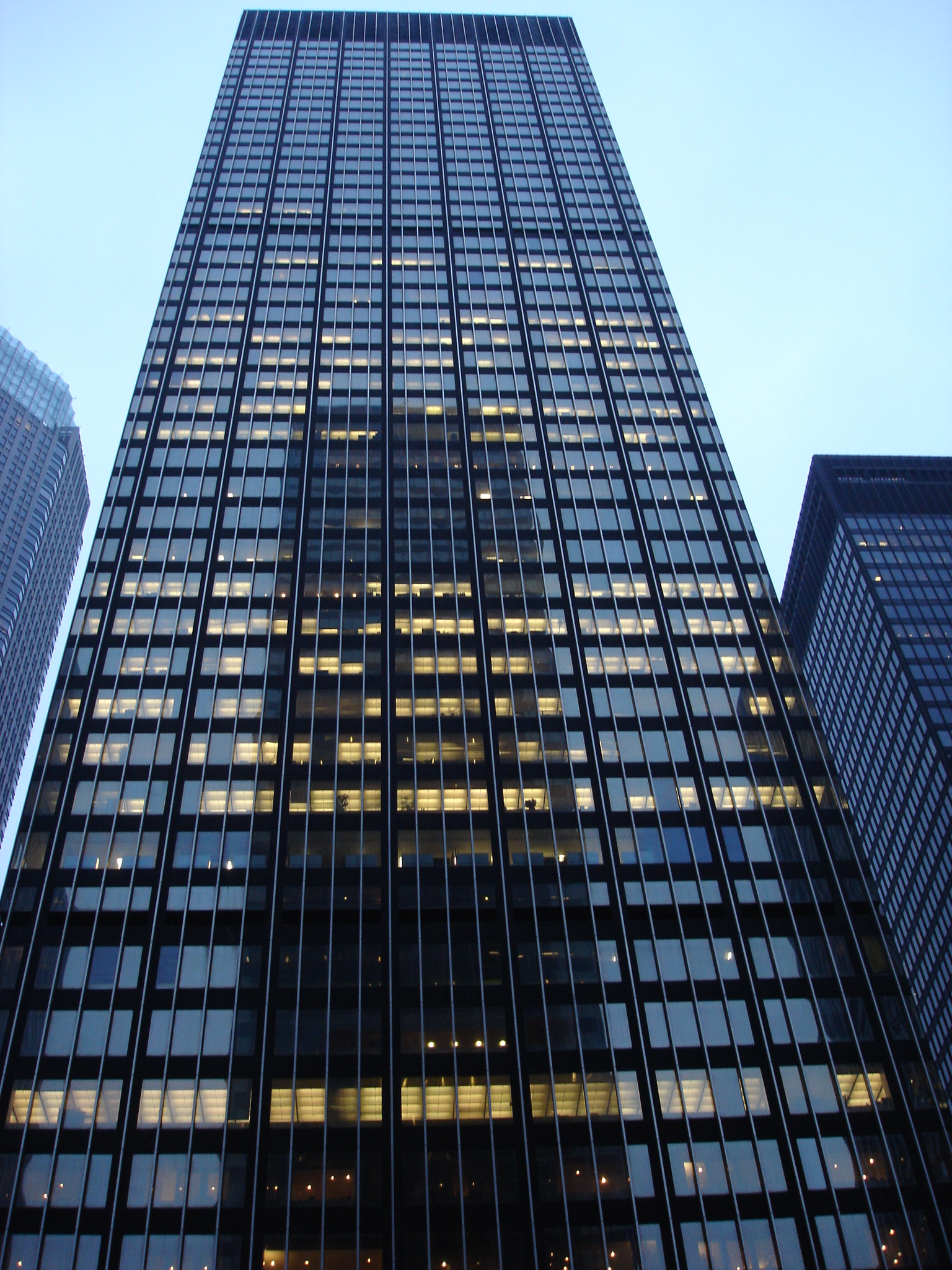
270 Park Avenue, New York, 1960.
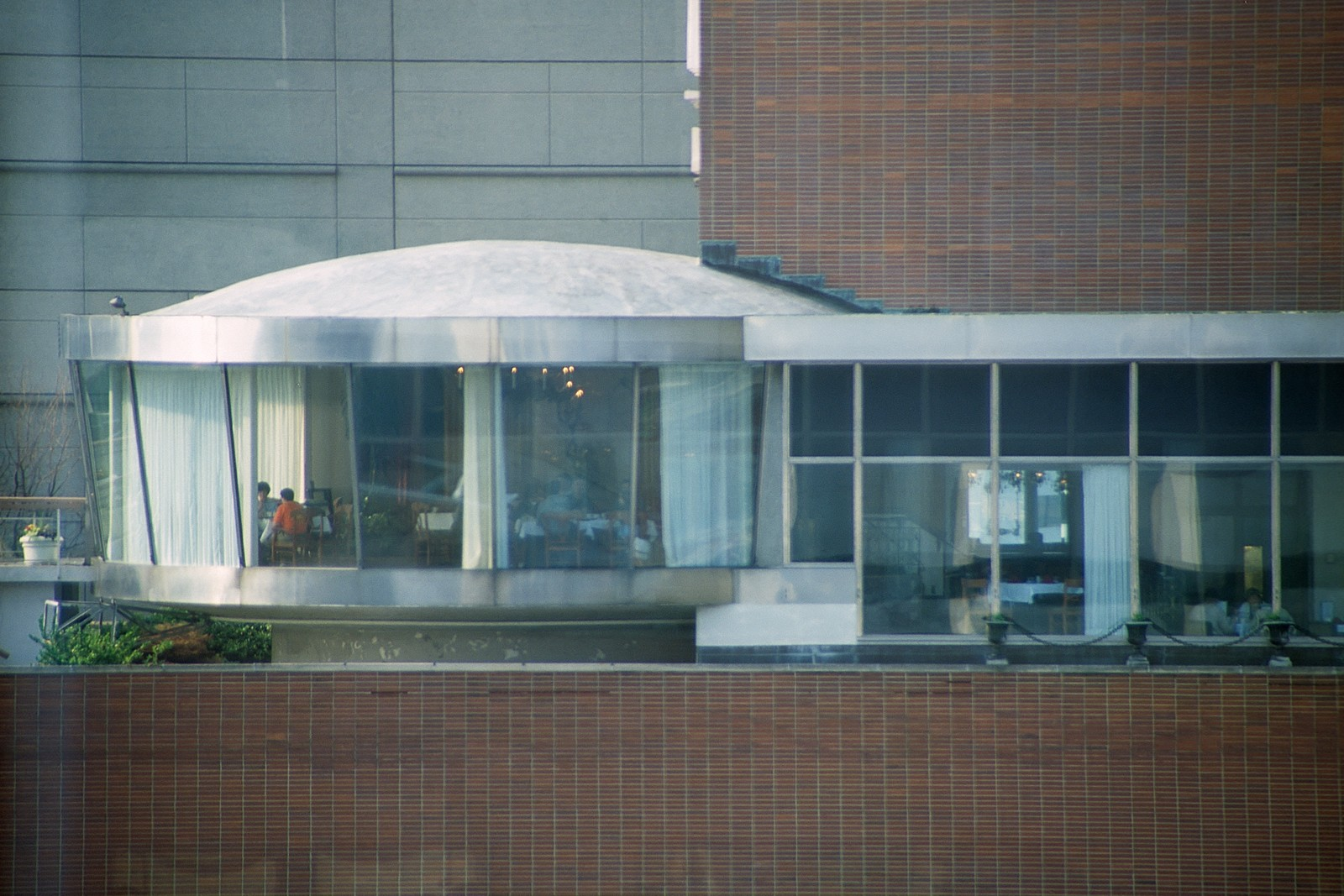
Extérieur de Gourmet Room.
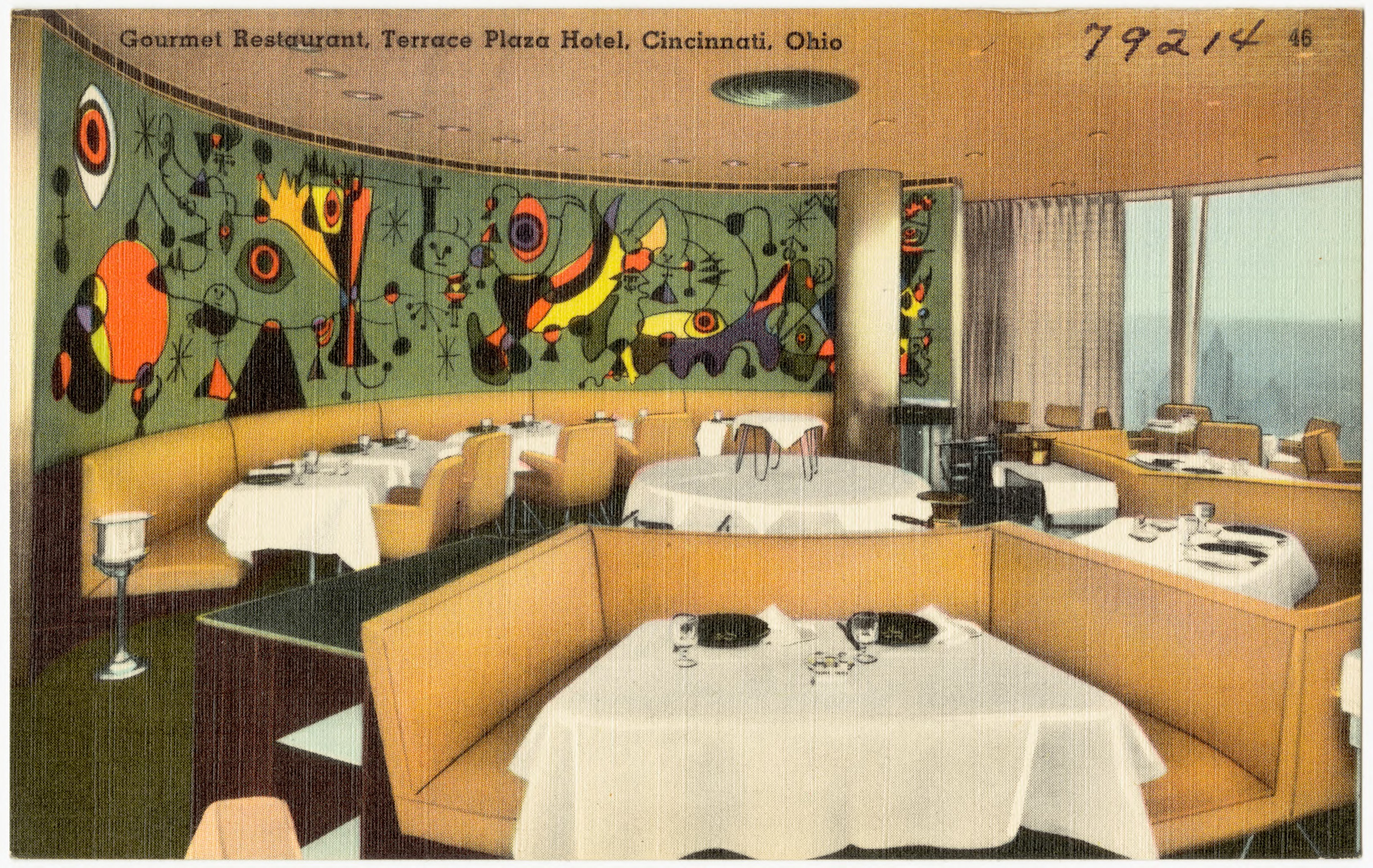
Intérieur de Gourmet Room, Cincinnati, Ohio.

## Distinctions
- Bourse Fulbright pour étudier en France, 1951-1952[7]
- Membre de l'American Institute of Architects, 1974[7]
- Edward J. Romieniec, FAIA, Award for Outstanding Educational Contributions, récompensant un enseignant en architecture exceptionnel, par la Texas Society of Architects (en), 1988[7]